# Obbi Oularé
Mamadou Obbi Oularé (Waregem, Bélgica, 8 de enero de 1996) es un futbolista belga que juega como delantero en el Lierse Kempenzonen de la Segunda División de Bélgica.

## Selección nacional
Obbi ha sido internacional con la selección de Bélgica en las categorías sub-18, sub-19 y sub-21.

### Participaciones en categorías inferiores
| Competición                                                               | Sede       | Resultado              | Partidos | Goles |
| ------------------------------------------------------------------------- | ---------- | ---------------------- | -------- | ----- |
| Fase de clasificación para el Campeonato de Europa Sub-19 de la UEFA 2015 | Luxemburgo | Clasificó              | 3        | 2     |
| Clasificación para la Eurocopa Sub-21 de 2017                             | Europa     | En disputa[actualizar] | 4        | 0     |

## Estadísticas

### Clubes
Actualizado al 13 de abril de 2024.
| Club | Div.          | Temporada     | Liga  | Liga  | Copas nacionales(1) | Copas nacionales(1) | Torneos internacionales(2) | Torneos internacionales(2) | Total | Total |
| Club | Div.          | Temporada     | Part. | Goles | Part.               | Goles               | Part.                      | Goles                      | Part. | Goles |
| --- | ------------- | ------------- | ----- | ----- | ------------------- | ------------------- | -------------------------- | -------------------------- | ----- | ----- |
| Club Brujas · Bélgica | 1.ª           | 2014-15       | 19    | 3     | 3                   | 2                   | 8                          | 2                          | 30    | 7     |
| Club Brujas · Bélgica | 1.ª           | 2015-16       | 6     | 1     | 1                   | 0                   | 2                          | 1                          | 9     | 2     |
| Club Brujas · Bélgica | Total club    | Total club    | 25    | 4     | 4                   | 2                   | 10                         | 3                          | 39    | 9     |
| Watford F. C. Inglaterra | 1.ª           | 2015-16       | 2     | 0     | 1                   | 0                   | ―                          | ―                          | 3     | 0     |
| Watford F. C. Inglaterra | Total club    | Total club    | 2     | 0     | 1                   | 0                   | 0                          | 0                          | 3     | 0     |
| S. V. Zulte Waregem · Bélgica | 1.ª           | 2016-17       | 10    | 1     | 1                   | 0                   | ―                          | ―                          | 11    | 1     |
| S. V. Zulte Waregem · Bélgica | Total club    | Total club    | 10    | 1     | 1                   | 0                   | 0                          | 0                          | 11    | 1     |
| Willem II · Países Bajos | 1.ª           | 2016-17       | 11    | 3     | ―                   | ―                   | ―                          | ―                          | 11    | 3     |
| Willem II · Países Bajos | Total club    | Total club    | 11    | 3     | 0                   | 0                   | 0                          | 0                          | 11    | 3     |
| Antwerp F. C. · Bélgica | 1.ª           | 2017-18       | 16    | 3     | 0                   | 0                   | ―                          | ―                          | 16    | 3     |
| Antwerp F. C. · Bélgica | Total club    | Total club    | 16    | 3     | 0                   | 0                   | 0                          | 0                          | 16    | 3     |
| Standard Lieja · Bélgica | 1.ª           | 2018-19       | 6     | 1     | 0                   | 0                   | 1                          | 0                          | 7     | 1     |
| Standard Lieja · Bélgica | 1.ª           | 2019-20       | 14    | 2     | 0                   | 0                   | 3                          | 0                          | 17    | 2     |
| Standard Lieja · Bélgica | 1.ª           | 2020-21       | 12    | 2     | 0                   | 0                   | 6                          | 0                          | 18    | 2     |
| Standard Lieja · Bélgica | Total club    | Total club    | 32    | 5     | 0                   | 0                   | 10                         | 0                          | 42    | 5     |
| Barnsley F. C. Inglaterra | 2.ª           | 2021-22       | 2     | 0     | 0                   | 0                   | ―                          | ―                          | 2     | 0     |
| Barnsley F. C. Inglaterra | Total club    | Total club    | 2     | 0     | 0                   | 0                   | 0                          | 0                          | 2     | 0     |
| RWDM · Bélgica | 2.ª           | 2021-22       | 5     | 0     | ―                   | ―                   | ―                          | ―                          | 5     | 0     |
| RWDM · Bélgica | 2.ª           | 2022-23       | 1     | 0     | 0                   | 0                   | ―                          | ―                          | 1     | 0     |
| RWDM · Bélgica | Total club    | Total club    | 6     | 0     | 0                   | 0                   | 0                          | 0                          | 6     | 0     |
| Lierse Kempenzonen · Bélgica | 2.ª           | 2023-24       | 22    | 5     | 2                   | 0                   | ―                          | ―                          | 24    | 5     |
| Lierse Kempenzonen · Bélgica | Total club    | Total club    | 22    | 5     | 2                   | 0                   | 0                          | 0                          | 24    | 5     |
| Total carrera | Total carrera | Total carrera | 126   | 21    | 8                   | 2                   | 20                         | 3                          | 154   | 26    |
| (1)Incluidos los datos de la Copa de Bélgica (2014-15) y la Supercopa de Bélgica (2015) (2)Incluidos los datos de la Liga Europa (2014-15) y la Liga de Campeones (2015-16) |               |               |       |       |                     |                     |                            |                            |       |       |

### Selecciones
Actualizado al 2 de septiembre de 2016.
Último partido citado: Malta 2 - 3 Bélgica
| Sub-18 · Bélgica                                                                                     | 2013-14       | - | - | - | - | 5 | 0 | 5  | 0 |
| Sub-18 · Bélgica                                                                                     | Total sel.    | - | - | - | - | 5 | 0 | 5  | 0 |
| Sub-19 · Bélgica                                                                                     | 2013-14       | - | - | - | - | 1 | 1 | 1  | 1 |
| Sub-19 · Bélgica                                                                                     | 2014-15       | 3 | 2 | - | - | 2 | 2 | 5  | 4 |
| Sub-19 · Bélgica                                                                                     | Total sel.    | 3 | 2 | - | - | 3 | 3 | 6  | 5 |
| Sub-21 · Bélgica                                                                                     | 2014-15       | 1 | 0 | - | - | 0 | 0 | 1  | 0 |
| Sub-21 · Bélgica                                                                                     | 2015-16       | 2 | 0 | - | - | 0 | 0 | 2  | 0 |
| Sub-21 · Bélgica                                                                                     | 2016-17       | 1 | 0 | - | - | 0 | 0 | 1  | 0 |
| Sub-21 · Bélgica                                                                                     | Total sel.    | 4 | 0 | - | - | 0 | 0 | 4  | 0 |
| Total carrera                                                                                        | Total carrera | 7 | 2 | - | - | 8 | 3 | 15 | 5 |
| (1)Incluidos los datos del Campeonato de Europa Sub-19 de la UEFA (2015) y la Eurocopa Sub-21 (2017) |               |   |   |   |   |   |   |    |   |